# Thanjavur (district)
Thanjavur (Engels: Tanjore) is een district van de Indiase staat Tamil Nadu. Het district telt 2.205.375 inwoners (2001) en heeft een oppervlakte van 3397 km².
Thanjavur werd gesticht in 1956, als een van de 13 districten van de toenmalige deelstaat Madras. Delen van het huidige Pudukkottai behoorden tot 1974 ook tot het gebied. In 1991 kromp het district aanzienlijk toen het oostelijke gedeelte (het grondgebied van de huidige districten Nagapattinam, Tiruvarur en Mayiladuthurai) werd afgesplitst.
De hoofdplaats van het district is de gelijknamige stad Thanjavur.
Hoofdstad: Chennai
Districten: Ariyalur · Chengalpattu · Chennai · Coimbatore · Cuddalore · Dharmapuri · Dindigul · Erode · Kallakurichi · Kanchipuram · Kanyakumari · Karur · Krishnagiri · Madurai · Mayiladuthurai · Nagapattinam · Namakkal · Nilgiris · Perambalur · Pudukkottai · Ramanathapuram · Ranipet · Salem · Sivaganga · Tenkasi · Thanjavur · Theni · Thoothukudi · Tiruchirappalli · Tirunelveli · Tirupattur · Tirupur · Tiruvallur · Tiruvannamalai · Tiruvarur · Vellore · Viluppuram · Virudhunagar